# والاس دافنبورت
والاس دافنبورت (بالإنجليزية: Wallace Davenport)‏ هو عازف جاز أمريكي، ولد في 30 يونيو 1925 في نيو أورلينز في الولايات المتحدة، وتوفي بنفس المكان في 18 مارس 2004.

## وصلات خارجية
- والاس دافنبورت على موقع ميوزك برينز (الإنجليزية)
- والاس دافنبورت على موقع أول ميوزيك (الإنجليزية)
- والاس دافنبورت على موقع ديسكوغز (الإنجليزية)